# أب تشنارو (دشت روم)
أب تشنارو (بالفارسية: آب‌چنارو) هي قرية تقع في إيران في قسم دشت روم الريفي. يقدر عدد سكانها بـ 75 نسمة .